# ゾイドバトルストーリーの登場人物
ゾイドバトルストーリーの登場人物（ゾイドバトルストーリーのとうじょうじんぶつ）では『ゾイドバトルストーリー』に登場する人物について扱う。

## ヘリック共和国

### ゾイドバトルストーリー・新ゾイドバトルストーリー
ヘリック大統領（ヘリック・ムーロアII世）
ヘリック共和国初代大統領。ゾイドバトルストーリー1巻から4巻、新ゾイドバトルストーリーの全作品に登場。海族、風族、神族、砂族、地底族、鳥族、火族、虫族など8つの部族により群雄割拠の状態だった中央大陸を統一した風族の族長である英雄ヘリック・ムーロアの長男で、ゼネバス帝国皇帝ゼネバスの異母兄でもある。
父の死後、王制を廃して大統領に就任し、国名を王国から共和国に変え、そして異母弟であるゼネバスを国軍最高司令官に据えて己の補佐役に任命した。当初はゼネバスに全幅の信頼を置いていたが、次第に外征論を唱えるゼネバスとは対立を深めていき、後に軍の動向に関する問題を起こしたゼネバスをヘリックが咎めた事が兄弟間の亀裂を決定的にし、ゼネバスが共和国から離れる遠因を生む。そしてこの対立と抗争が惑星Ziに新たな戦乱の時代を告げる事となった。
性格こそ普段は温和かつ冷静な常に民衆の事を思う心優しき統治者であるが、戦時中においては有能な指揮官となり、時には自らゾイドに乗って戦線で戦うなど勇猛さも併せ持っている。自分の命を狙う帝国士官フランツのデスドッグに襲われた時には後に妻となる親衛隊員ローザと共にケンタウロスで迎え撃ち、そしてガイロス帝国との戦争ではキングゴジュラスを駆って最終決戦に臨むなど戦士としての実力も高い。共和国将兵や民衆に慕われ長きにわたる戦争を戦い抜き、大異変後も生き延びて大統領職を務めていたらしいが、その後の動向は不明。
幼い頃はゼネバスとは非常に仲が良かったと言われ、10歳の頃にゼネバスが止めるのも聞かず父のゾイドを勝手に乗り回して事故を起こした時は追ってきたゼネバスに助けられ、さらにはその責任さえもゼネバス自らが負ってくれた恩義を成年後も忘れておらず、その対立が国家間戦争に発展した後もゼネバスの事を憎からず思っていた節があった。
乗機：ケンタウロス、キングゴジュラス
アインデッカー
ゾイドバトルストーリーのゾイドクループロフィールに登場。ヘリック共和国空軍中尉。ゼネバス帝国首都攻撃で活躍したエースパイロット。
乗機：サラマンダー
アルファー
ゾイドバトルストーリーのゾイドクループロフィールに登場。ヘリック共和国海軍中尉。勇猛な海軍士官で愛すべき男とトビー軍曹のゾイドクループロフィールに書かれている。元々はヒストリー･オブ・ゾイドの登場人物で魚を研究する海族出身の海洋学者だったが、志願して共和国海軍に入隊。フロレシオスを愛機とし沿岸警備隊の一員として活躍した。なお、ゼネバス帝国軍のゴードン大尉とは幼なじみである。ゾイドクループロフィールではバリゲーターを乗機としている。
乗機：フロレシオス、バリゲーター
オベリスク
ゾイドバトルストーリーのゾイドクループロフィールに登場。階級は少尉で偵察部隊に所属する。偵察部隊一のひょうきん者で「テキノオカズハ・・・」と言うユニークな通信を出したこともあった。
乗機：ゴルドス
ケプラー
ゾイドバトルストーリーのゾイドクループロフィールに登場。階級は大佐。いつでも冷静沈着で司令官として抜群であった。
乗機：ウルトラザウルス
トビー
ゾイドバトルストーリーのゾイドクループロフィールに登場。階級は軍曹で中央大陸戦争を通じて常に最前線で行動し、偵察及び通信業務に従事。ゾイドクループロフィールの顔スケッチと手記を残している。
フォッカー
ゾイドバトルストーリーのゾイドクループロフィールに登場。階級は大尉。共和国の偉大なエースパイロットで家に帰れば優しいパパぶりで有名だという後にブルーパイレーツの部隊長に着任。この際はショットダイルを乗機としている。
乗機：ゴジュラス、ショットダイル
ボーデン
ゾイドバトルストーリーのゾイドクループロフィールに登場。階級は大尉。特技が居眠りでボロボロのシャツを重ね着しているなどユニークな人物。
乗機：カノントータス
マックス
ゾイドバトルストーリーのゾイドクループロフィールに登場。階級は伍長。いつもお金が無くてピーピーしているが、なぜか女性にもてる。
乗機：スネークス
ロイ・ジー・トーマス
設定上における、ゾイドバトルストーリーの著者にして、1巻の主人公。「ジー」（SEAY）のミドルネームの敬称が示すように中央大陸8つの部族の一つである海族の王家の血をひく。王立陸軍士官学校卒業後、技術将校としてカノントータスの開発に参加。
ZAC2037年、レッドリバー上流にある基地で起こったゼネバス帝国軍のスパイコマンド、エコー中佐によるウルトラザウルス強奪事件で見事ウルトラ奪回を成功させる。続く「大氷原の戦い」においてゴジュラスMk-IIに搭乗し、エコー中佐の赤いアイアンコングMk-IIを撃破する。
その後、大尉に昇進しカノントータス大隊を率いるが、ZAC2039年のゼネバス帝国首都攻撃の際、王宮前の戦いで帝国親衛隊と交戦し左足を失うほどの重傷を負ったため、野戦指揮官の夢を捨て陸軍を退役。退役後、戦史研究家を志し、ヘリック記念戦史研究所の主任研究員となり、ゾイド戦役に参加。ゾイドバトルストーリーを著した。4巻のエピローグでは共和国軍の捕虜となったマイケル・ホバート少佐の完成させた義足をつけて登場した。新ゾイドバトルストーリーの主人公、ロイ・ジー・クルーガは彼の甥にあたり、共和国軍中央研究所主任研究員のトミー･ミューラー大佐とは陸軍時代の上官であった。
乗機：カノントータス、ゴジュラスMk-II（限定型）
ヘーゼルハースト
ゾイドバトルストーリー2巻の序文「銀河系内の読者諸君へ」に登場。名高き宇宙言語学者で「ゾイドバトルストーリー」を他の惑星言語に翻訳するよう著者のトーマス元大尉に勧めた人物。彼の尽力でゾイドバトルストーリーは太陽系第三惑星（地球）の他、いくつかの星々に住まう人々にも読まれるようになった。
ベルニーニ
学年誌掲載版『ゾイドバトルストーリー』に登場。階級は中佐。シールドライガーのパイロットで、同機とコマンドウルフからなる部隊長として謎の巨大ゾイド(デスザウラー)の開発工場襲撃を行った。尚、一連のエピソードは『ゾイドバトルストーリー2』の際にヨハン・エリクソンを主役としたものへと差し替えられているため、そちらでは登場しない。
ヨハン・エリクソン
ゾイドバトルストーリー2巻の主人公。階級は大佐。ゼネバス皇帝とは共に王宮で育てられた幼なじみでもある。ZAC2039年のゼネバス帝国首都攻撃の指揮を取るが、ゼネバス皇帝を取り逃がしてしまう。ヘリック大統領の命令でバレシア基地に逃れた皇帝を追撃するが、ダニー・ダンカン将軍操縦のサーベルタイガーによって阻止される。その後、バレシア基地で大量に捕獲したサーベルタイガーを元にシールドライガーを開発し、ハドリアンウォールの戦いでシールドライガーの初陣を飾り、その後デスザウラーが開発されている研究所をコマンドウルフと共に襲撃の陣頭指揮を取る。
ZAC2044年、共和国首都ヘリックシティを目指して進撃を続けるトビー・ダンカン少尉操縦のデスザウラーの前にウルトラザウルスをもって立ちはだかるがトビーの執念に敗北し戦死する。その死に際のダニーを称える言葉はトビーの心に大きな衝撃と癒せぬ傷を与えた。
乗機：ウルトラザウルス、シールドライガー
リンデマン
ゾイドバトルストーリー3巻の登場人物。ヘリック共和国海軍提督。制海権を得るため空母に改造したウルトラザウルスの艦隊を率いてゼネバス帝国艦隊及びガーランド中佐率いるレドラー飛行隊との戦いの指揮をとり、フロレシオ海にて勝利を収めた。
乗機：ウルトラザウルス（空母改造型）
ローザ・ラウリ
ゾイドバトルストーリー3巻の登場人物。ヘリック共和国軍大統領親衛隊所属の女性士官で階級は大尉。ZAC2044年、首都脱出の際、病気の妹を助けてくれたヘリック大統領の人柄に触れ、大統領親衛隊に志願入隊した。ZAC2045年6月、教え子の仇討ちに燃えるゼネバス帝国軍コマンド、フランツ･ハルトマン大尉に大統領が拉致されるところを追い、フランツと剣を交えて打ち負かし大統領を救出するも、「私は誰も倒したくない」と言い、フランツに止めを刺さずに逃がす。
ZAC2046年8月、劣勢の共和国軍援護のためヘリックと共にケンタウロスを操縦し、鬼神の如く奮戦。総司令部に帰還したが、フランツの操縦するデスドッグが総司令部を壊滅させていた。ヘリックはデスドッグを迎え撃ち戦おうとするが、ローザはヘリックの身を案じて脱出させ、自ら身代わりになってフランツと再び戦い、空中でもつれ合って相討ちに持ちこんだ。フランツは空中から墜落寸前に脱出、ローザは脱出できなかったが、奇跡的に負傷しただけで助かった。ZAC2046年の大晦日、野戦病院に彼女を見舞いに来たヘリックのプロポーズを受け入れ結婚し、大統領夫人となる。バトルストーリー4巻の前書きにZAC2047年11月に長男誕生の記述があるが、その後の歴史において彼女とその息子がどうなったのかはどこにも描写されていない。
乗機：バトルローバー、ケンタウロス
ハーバート・リー・チェスター
ゾイドバトルストーリー4巻の登場人物。ヘリック共和国に属する教授であり、20代前半の若い頃から第一級の科学者と認められて以来、共和国の殆どのゾイド開発に携わった。中でも彼の名声を決定的にしたのはZAC2037年に完成した超巨大ゾイド、ウルトラザウルスの開発であった。
ZAC2044年のヘリックシティ陥落の際、軍や市民と共に脱出せずに留まったため、帝国軍の捕虜となり収容所に幽閉（その時、ドン・ホバート博士に会い、彼が開発中の精巧な義手と義足を託される）されていたが、ロバーツ大佐率いる救出部隊に救出された。その後、解放を祝うパーティが張られたり、国の祝典に出席したりしたが、実は帝国軍を欺く替え玉であり、本人は救出された直後から極秘の研究所に篭ってデスザウラーを撃破するための強力な新型ゾイドの開発を開始していた。その後、チェスター教授は研究室に改造されたサラマンダーに乗り込み、開発を続けることになる。そして完成したのがトリケラトプス型ゾイドマッドサンダーであり、同機に乗り込みヘリックシティ奪回に一役買った。その後、病に倒れ、病室で共和国軍の捕虜となったマイケルに一組の精巧な義手と義足を手渡した。それはマイケルの父、ドン・ホバート博士から託されたものであった。
マーチン
ゾイドバトルストーリー4巻の登場人物。階級は少佐。ルイス大尉と共に共和国軍の中では知らぬ者がいない変わり者の将校で、履き古した靴下を茶こしに使って部下に茶を振るまう、雨の日に軍服に洗剤をかけて歩き「洗濯」するなど、奇行が絶えなかった。
ZAC2047年、ルイス大尉と共に「かまどとツバメ」という作戦を大統領に具申。内容の奇想天外さに呆れたヘリックに一喝されるものの、敵軍でもこんなことを考え出す人間はいないという事で採用された。その際2人は安全な「ツバメ作戦」を志願したが、大統領に笑顔で却下され、危険な「かまど作戦」を担当することになる。2人の思惑通りに帝国軍は引っかかり、マーチンはディバイソンでデスザウラーの撃破にも成功した。
乗機：ディバイソン
ルイス
ゾイドバトルストーリー4巻の登場人物。階級は大尉。マーチン少佐同様、共和国軍内でも変わり者として有名で奇行が絶えなかった。マーチン少佐と共に「かまどとツバメ」作戦を大統領に具申。採用され、大統領の命令でマーチンと共に「かまど作戦」を担当し、「ツバメ作戦」は大統領が担当した。
「かまど作戦」は偽の巨大開発基地を建設し、わざと帝国軍に襲わせる事で帝国軍部隊を消耗させるという内容で「ツバメ作戦」とは研究室に改造したサラマンダーを空中で補給を繰り返して延々と飛び回らせ、その中で新型ゾイド（マッドサンダー）を開発するという内容であった。チェスター教授はこの作戦を考案したルイス大尉とマーチン少佐の2人を「野蛮人で詐欺師で天才的な作戦家」と評した。
乗機：アロザウラー
ロバーツ
ゾイドバトルストーリー4巻の登場人物。階級は大佐。優秀なコマンドソルジャーであるため、奇襲作戦の教科書と謳われ、数多くの奇襲作戦を指揮。チェスター教授の救出部隊の指揮をとったのも彼である。ZAC2048年1月、デスザウラーを爆撃機に改造した「デスバード」の基地を共和国軍の偵察機ステラスが発見、直ちにサラマンダーによる爆撃を行うところを彼は爆撃より空挺部隊を率いて夜襲した方が確実だと主張し、共和国軍司令部は空挺部隊による奇襲作戦を認可、発動した。そしてサラマンダーにゴジュラスの腕を装着した改造機「ガブリエーレ」とアロザウラーを両脇に抱えて運べるようにした輸送機「ランフォリンクス」を率いてデスバード基地を夜襲するが、改造デスザウラー「デスシャドー」の待ち伏せに遭い、夜襲は失敗。デスシャドーの電磁剣で彼の乗機は真っ二つにされて撃破、戦死する。
乗機：メガトプロス、ガブリエーレ
グラハム
新ゾイドバトルストーリーの登場人物。ヘリック共和国空軍大尉。部下のクルーガとペアを組んで戦い、多くの戦績を残した歴戦の勇士のみならず、ゾイド設計者としての顔を持ちペガサス型飛行ゾイド、オルディオスを設計した。クルーガの抑え役でもあり、事あることにクルーガをたしなめている。
ZAC2052年11月、暗黒軍の「最終兵器」が開発されている可能性ありと考えられた工場にマッドサンダーをおとりに突入するという作戦を実行、ハウンドソルジャーに乗りこみ、遠隔操作でマッドサンダーを操作しながら乗機のゾイドを操縦すると言う離れ業を行った。
ZAC2053年10月、オルディオス開発のため、本国に帰還し中央研究所で開発を進めていた矢先、ギル・ベイダーがヘリックシティに襲来し、ガンブラスターで迎撃に出るが力及ばず戦死する。なお、彼は空軍所属なのだが、作戦上から陸戦ゾイドのハウンドソルジャー、ガンブラスターも使用した。
乗機：レイノス、ハウンドソルジャー、ガンブラスター
シャイダー
新ゾイドバトルストーリーの登場人物。マッドサンダーの改造機であるマッドフライの艇長で階級は大佐。海上部隊のシーマッドと共に暗黒大陸上陸作戦の指揮をとる。勇猛だが、陽気な性格で「お前たちが死ぬための時間は5分だけだ」や「シーマッドの艦長殿は遅刻に手厳しい」などユニークな発言をしている。だが、後者の発言を最後にシャイダー大佐搭乗のマッドフライは改造デスザウラー「デスエイリアン」の巨大な斧に主翼を叩き落されて撃破、戦死する。
乗機：マッドフライ
トミー・ミューラー
新ゾイドバトルストーリーの登場人物。ヘリック共和国陸軍大佐。王立工科大学を経て技術将校として共和国軍に入隊。陸軍を経て王立中央研究所主任研究員となる。ガンブラスター、サラマンダーF²を設計、開発し、さらに戦死したグラハムが残した設計の原案を元にオルディオスを完成させた。
その後、ガイロス帝国（暗黒軍）との戦いである第一次大陸間戦争を描いた「新ゾイドバトルストーリー」を執筆した。なお、ヘリック記念戦史研究所の主任研究員、ロイ･ジー･トーマス元大尉とは陸軍時代の先任士官である。
ベルガー
新ゾイドバトルストーリーの登場人物。ヘリック共和国海軍提督。ZAC2054年5月、ギル・ベイダーによって制空権は奪われ、エントランス湾まで追い詰められた共和国軍の戦局悪化を打開するため、中央大陸に残った全てのマッドサンダーを暗黒大陸に上陸させ、一気に劣勢を覆す海軍立案の作戦をヘリック大統領へ打診し、自身もマッドサンダー艦隊を率いて暗黒大陸を目指したが、ギル・ベイダーの飛行隊に襲われ、艦隊は壊滅。旗艦と運命を共にした。
乗機：サンダーパイレーツ
ホワイト
新ゾイドバトルストーリーの登場人物。階級は大佐。ギル・ベイダー撃破のため、ウルトラザウルス飛行艇に搭載されたキングライガーでギル･ベイダーの基地に潜入。守備隊を蹴散らし、高性能爆薬をセット、そのあと基地外に待機中のマッドサンダーに移乗する手はずであったが、ギル･ベイダーは爆薬の爆発に耐え、呆然と見上げるホワイトの眼前をギル・ベイダーの巨体がゆっくりと上昇していった。そのまま傷ついた体を引きずりながらギルベイダー破壊失敗を報告するが、その後は生死不明。
乗機：キングライガー
ミッチャム
新ゾイドバトルストーリーの登場人物。階級は中尉。青い稲妻と敵に恐れられたほどのエースパイロット。ZAC2052年11月、グラハムのハウンドソルジャー、クルーガのガンブラスターと共に暗黒軍の秘密工場に侵入するが、工場内にいたブラックコングに遭遇し、ビームスマッシャー（この時は地獄の光輪と呼ばれていた）によって機体もろとも真っ二つにされて戦死。
乗機：シールドライガーMk-II
ロイ・ジー・クルーガ
新ゾイドバトルストーリーの主人公。ヘリック共和国空軍少尉（のちに中尉に昇進）。元共和国陸軍大尉で戦史研究家であるロイ･ジー･トーマスの甥にあたる。無茶、無謀な行動と攻撃的な性格からクレイジーホースの異名を持つ飛行パイロットである。無頼のロック好きで作戦任務中でさえ機内でロックを聴くので上官のグラハム大尉からよくたしなめられている。
同僚のパイロットから「やつは棺おけめがけて突っ込んでいく」と評されているなど、クレイジーホースの異名に相応しい逸話は事欠かさない。最初の愛機はレイノスだが、第二次暗黒大陸上陸作戦では空軍所属なのに何故か陸軍のガンブラスターを使用しておりガイロス帝国（暗黒軍）の兵器工場襲撃作戦まで使用していた。
ZAC2053年10月、新型飛行ゾイドのテストパイロットとしての任務に就くため本国に帰還するが、その時ギル・ベイダーがヘリックシティに襲来、クルーガはテスト段階にあるサラマンダーF²で出撃、たまたま本国に帰還中だったグラハム大尉と共にギル・ベイダーと戦うが、グラハム操縦のガンブラスターがビームスマッシャーの攻撃を受け、グラハムは戦死。その後、サラマンダーF²で暗黒大陸のギル・ベイダー基地を攻撃するが、マッドサンダーをかばってビームスマッシャーを受けて撃墜されるも、墜落寸前に愛機に脱出させられて助かった。
ZAC2054年6月、グラハムが生前に残した設計の原案を元にトミー･ミューラー大佐が完成させたオルディオスに搭乗し、暗黒軍を襲撃。そのまま超高空に撤退したように見せかけ、ギル・ベイダーを誘い出して戦いを挑み、相討ちに近い形で撃破に成功する。その後、負傷した敵パイロットを救い出した後、オルディオスを自爆させ、地面に大きく「HERIC」の文字を書き込み、第一次暗黒大陸上陸作戦で置き去りにした愛機、レイノスを発見し、そのまま乗り込み中央大陸へ帰還した。
乗機：レイノス、ガンブラスター、サラマンダーF²、オルディオス
ロジャース
新ゾイドバトルストーリーの登場人物。カノンフォート部隊の所属で階級は少佐。ZAC2053年10月の午前4時、共和国軍の最前線基地が暗黒軍の襲撃を受けたが、敵軍は基地の司令部が置かれたタートルシップを遠巻きに包囲。何かを待っているような様子であった。その時、基地周辺が真昼のように明るくなり、巨大隕石が天空から迫りタートルシップに直撃。あたりは地獄絵図と化した。そして、落下した隕石が砕け散りその中から暗黒軍の最終兵器、ギル・ベイダーが姿を現した。ロジャースはこの事を司令部へ緊急通信を送ったが、敵巨大ゾイドに遭遇と言う通信文を最後に途絶えた。
乗機：カノンフォート

### ゾイド公式ファンブック・ゾイドオフィシャルファンブックEX
エル･ジー･ハルフォード
ゾイド公式ファンブックの主人公。階級は中佐。独立第2高速大隊を率いてオリンポス山山頂へ向かい制圧、もしくはいかなる犠牲を払ってでも山頂の古代遺跡破壊の任務を帯びる。山頂へ向かう途中、帝国軍の特別警戒部隊に発見されセイバータイガーと交戦、辛くも撃破した。そして山頂で密かに復活の研究をされていたデスザウラーを発見するが、本能による暴走を始めたデスザウラーの荷電粒子砲の攻撃を受けて乗機は半壊。しかし自己崩壊をはじめていたデスザウラーのゾイド核を死力を振り絞って砕き、共に炎の中に消えていった。
乗機：シールドライガー
トミー・パリス
ゾイド公式ファンブック及びファンブック4に登場。ヘリック共和国陸軍中尉（後に大尉に昇進）。当初はハルフォード中佐率いる独立第2高速大隊に所属するコマンドウルフのパイロットでオリンポス山制圧の任務に従う。部隊は隊長のハルフォード中佐を始め全滅してしまうが、彼はダブルソーダに救出されて生還し、オーガノイドシステムのデータを持ち帰り、その功績で大尉に昇進。その後、ロブ・ハーマン中佐の部下に配属され、シュバルツ中佐との会談の場である共和国軍陣営の守備隊の指揮を任されたものの、プロイツェンからの刺客であるライガーゼロイクス襲撃時に負傷し治療と静養のため本国へ送還された。そういった事で二度に亘って大事な仲間達を失い、自分一人だけ生き残ってしまった負い目を感じていた。
ZAC2101年12月、ルイーズ・エレナ・キャムフォード大統領の首都脱出のパイロットに任命され鉄竜騎兵団（アイゼンドラグーン）の追撃を振り切るが、大統領本人は脱出途中で行方不明に。ZAC2104年末、大統領から託されたディスクに入っていた設計図を元に開発されたゴジュラスギガが急ピッチで組み立てられていく作業を、彼は来るべき新たな戦いに想いを馳せながら見つめていた。
乗機：コマンドウルフ、コマンドウルフAC、セイバリオン
ロブ・ハーマン
ゾイド公式ファンブック及びファンブック2、4に登場。ヘリック共和国陸軍大尉（後に中佐に昇進）第二次大陸間戦争勃発時は独立第11機甲大隊長でゴジュラスのパイロット。ZAC2100年9月、大統領専用機であるウルトラザウルスを中心とするデストロイヤー兵団が編成されそれに伴って少佐に昇進。ウルトラザウルス・ザ・デストロイヤーのパイロットに任命され、ニクシー基地陥落に成功した。その後、中佐に昇進。デストロイヤー兵団解散後、元の所属部隊に復帰。
西方大陸戦争後のZAC2101年9月、共和国と極秘会談を行っていたガイロス帝国軍将校カール・リヒテン・シュバルツ中佐を暗殺しようと襲撃を仕掛けてきたライガーゼロイクスをケーニッヒウルフを駆り撃破する。その後、帝都ヴァルハラの戦いでいち早く敵の真意に気付き脱出を命令し、数多くの将兵を帝都自爆の被害から救う。ヴァルハラでの戦いの後、カールと皇帝ルドルフに見送られながら彼はウルトラザウルスに乗り、故郷中央大陸を目指してエントランス湾を出港した。なお、彼は共和国大統領ルイーズ・エレナ・キャムフォード大統領の息子である（つまり、彼もまたゼネバス直系の子孫と言える）。
乗機：ゴジュラス、ウルトラザウルス・ザ・デストロイヤー、ケーニッヒウルフ
アーサー・ボーグマン
ゾイド公式ファンブック2の登場人物。ヘリック共和国陸軍少佐。シールドライガーなどライオン型ゾイドのエキスパートである7人のレオマスターの一人（他はシシリー・ヴォルタ、セレス・アルドワーズ、レイ・グレック、アーサーの戦死後はピーター・アイソップが赤の紋章を継承）でレオマスターを象徴する獅子の紋章の色は赤。彼のキャリアと年齢上、将官になってもおかしくなかったが、昇進の話が持ち上がるたびにわざと問題を起こしており、少佐の地位に留まっているゆえ軍の仲間内からクレイジー・アーサーと愛情をこめてそう呼ばれている。「死ぬまで俺はゾイド乗りだ」と口ぐせにしており、「最高のゾイド乗り」を目指していたところから、出世よりも一パイロットであり、ゾイド乗りだという拘りがかなり強い人物である。
ZAC2100年3月、帝国軍より先に古代遺跡のデータを持ち帰る任務を受け、ブレードライガーに乗ってガリル遺跡に向かった。そして遺跡の奥深くでリッツ操縦のジェノザウラーと遭遇し交戦。リッツが発見した未知のゾイド核の持ち出しを阻止しようとしたが逃がしてしまった。その後、共和国軍はジェノブレイカーに対抗するため、ブレードライガー強化を計画し、テスト中に破壊本能の奥に隠されたブレードの本質に初めて触れる。そしてリッツのジェノブレイカーと遭遇し交戦するが、戦いの中で両軍ゾイドの残骸が散らばる場所へ迷い込み、そこから姿を現したデススティンガーの襲撃によって戦いは中断された。二人は協力してデススティンガーと戦ったが、ブレードライガーはコアを貫かれて致命傷を受けてしまう。最後の力を振り絞り、デススティンガーへのとどめを任せたジェノブレイカーの盾となって蜂の巣にされ、ブレードと運命を共にして戦死する。
その戦いの後、リッツはアーサーの墓碑銘に「私の知り得る限り”最高のゾイド乗り”ここに眠る。その勇気、その決断力、その魂は、帝国・共和国の壁を超え、全てのゾイド乗りの指針となるべきものである」と刻んだ。
乗機：ブレードライガー、ブレードライガーAB
インディゴ・ランバート
ゾイド公式ファンブック2のエースパイロット名鑑に登場。ヘリック共和国陸軍軍曹。特殊工作師団奇襲攻撃隊所属。砂漠での待ち伏せを得意とし、ガイサックで72時間砂の中に潜り続けセイバータイガーを撃破した記録を持つパイロット。
乗機：ガイサック
ケイ・イスルギ
ゾイド公式ファンブック2のエースパイロット名鑑に登場。共和国情報部に所属する女性情報将校で階級は少佐。南エウロペ大陸の親共和国派とのパイプ役を担当している。夜間迷彩を施したブレードライガーKSを愛機とする。妄想戦記ではイスルギ家は代々から共和国情報部に務める名門と言われているが、彼女とイスルギ家との関係は不明。
乗機：ブレードライガーKS
マミ・プリジット
ゾイド公式ファンブック2のエースパイロット名鑑に登場。ヘリック共和国空軍少尉。空軍防空戦闘隊第27飛行大隊所属の女性飛行パイロット。南エウロペ大陸のガリル遺跡に派遣されたアーサーをストームソーダーを用いて空から支援したが、ガリル遺跡上空を警戒飛行中、リッツ操縦のジェノザウラーの荷電粒子砲を受けて撃墜され負傷。
乗機：ストームソーダー
マリン・ブルーガー
ゾイド公式ファンブック2のエースパイロット名鑑に登場。ヘリック共和国海軍曹長。海軍第三特殊潜航艦隊所属。ハンマーヘッド開発チームの女性テストパイロットだったが、第二次全面会戦から戦列に加わった。
乗機：ハンマーヘッド
ルイーズ・エレナ・キャムフォード
ゾイド公式ファンブック2、4に登場。ヘリック共和国の女性大統領で、ロブ・ハーマンの実母。実はゼネバス皇帝の娘であるエレナ姫であり、ガイロス帝国摂政のギュンター・プロイツェンとは異母姉弟でもある。暗黒大陸に渡っていたが、戦争終結後、帝国と共和国との休戦の証として中央大陸に帰還した。中央大陸帰還後、ヘリック大統領に庇護され側近となる。そして共和国と帝国の友好親善に尽力し、またヘリック系民衆とゼネバス系民衆との融和にも心を砕き、結果、大統領まで登りつめた。しかし、ZAC2099年6月に第二次大陸間戦争が勃発し、父ゼネバス同様、ガイロス帝国摂政である弟ギュンターと甥のヴォルフと骨肉の争いを展開する
ZAC2101年12月、ヴォルフ･ムーロア率いる鉄竜騎兵団（アイゼンドラグーン）が共和国首都ヘリックシティに迫った時、トミー･パリス大尉の操縦するセイバリオンの隠しスペースに乗り、追手を振り切って首都を脱出する途上、ハッチが何らかの原因で開いてしまい、息子とヘリック国民へ当てたメッセージ、そしてゴジュラスギガの設計データを残して消息不明となった。
レイ・グレック
ゾイド公式ファンブック2、3及びゾイドオフィシャルファンブックEX vol.8に登場。ヘリック共和国陸軍中尉。アーサー・ボーグマンに見出され、一兵卒から特殊工作師団独立第101高速戦闘中隊に転属、そしてレオマスターの一人となる。レオマスターを象徴する獅子の紋章は青。新シリーズのバトルストーリーにおける主人公的存在でゼネバス帝国復活のために起こった争乱を憂い、旧ゼネバス系民衆出身ながら終始、共和国軍の最前衛に立ち続けた。ネオゼネバス皇帝ヴォルフ・ムーロアとは因縁で結ばれ、幾度も死闘を繰り広げた。
ZAC2100年6月、共和国が温存していた大統領親衛隊と共に西方大陸エウロペへ出撃。デルダロス海にて僚機と共にネオタートルシップ甲板上から砲撃を行いシンカー11機を撃墜。2100年10月、ニクシー基地攻撃に参加。ガンスナイパー小隊を率いて基地内の地下工場に突入。未完成状態のライガーゼロとバーサークフューラーを発見。居合わせたヴォルフ・ムーロワの駆るバーサークフューラーにより乗機とガンスナイパー部隊を失うものの、ライガーゼロの奪取に成功し窮地を脱する。
ZAC2101年、新設された高速ゾイド特殊部隊、閃光師団（レイフォース）に配属。同年3月、ニクシー基地に実験機KFD（キラー フロム ザ ダーク）小隊が襲撃の折、ライガーゼロ（タイプゼロ）の運動性能をフルに引き出して、アンナ・ターレスのものをはじめとするKFDを撃破している。
2101年7月、暗黒大陸にて閃光師団と鉄竜騎兵団（アイゼンドラグーン）が激突。両軍死闘の末ヴォルフを追い詰めるが、ズィグナー・フォイアーが実験機ブラッディデーモンを駆ってヴォルフを逃がした。レイはヴォルフ追撃の命令を無視し、友軍の救出を優先。ブラッディデーモンを撃破し、ズィグナーを捕縛しようとするが、引き返してきたヴォルフとの戦闘で相討ちになり、ズィグナーは救出されてしまう。
それから8年後のZAC2109年早春。ヘリックシティを巡る両軍主力の決戦において、ヴォルフ暗殺の特務を帯び、鹵獲機のライガーゼロイクスにて帝国側布陣へ潜入。ヴォルフのエナジーライガーに肉薄し襲撃を敢行するが、圧倒的な性能差により窮地に陥る。しかし、間一髪ライガーゼロファルコンへ換装したことで逆転勝利。その後、エナジーチャージャーの暴走によるオーバーロードの危機をヴォルフと協力して回避したシーンでゾイドバトルストーリーはひとまず終了となった。
乗機：シールドライガーDCS-J、ライガーゼロ（タイプゼロ、ライガーゼロフェニックス、ライガーゼロファルコン）
ウィナー・キッド
ゾイド公式ファンブック3、ゾイドオフィシャルファンブックEXvol.3に登場。ヘリック共和国陸軍少佐。シールドライガーDCS-Jを除くライオン型高速ゾイドを全て乗りこなした高速戦闘のプロであり、レオマスターに次ぐ実力を持つエースパイロット。ライガーゼロイエーガーに乗り、閃光師団の第3大隊を率いて暗黒大陸で戦った。
ZAC2106年、幼なじみのバディター・ロウエンの提案で命令違反を承知で中央山脈のライカン渓谷を通るネオゼネバス帝国軍の補給部隊にライガーゼロパンツァーを用いて奇襲をしかけるが、不意打ちを受け危機に陥る。その時、ゴルヘックスが割り込み自爆した事で救われる。
乗機：ライガーゼロ（ライガーゼロイエーガー、ライガーゼロパンツァー）
エクス・プロイト
ゾイド公式ファンブック3のエースパイロット名鑑に登場。ヘリック共和国陸軍の女性士官で階級は大尉。バティター・ロウエンと同じ機甲師団第38独立重砲隊に所属。閃光師団の危機にガンブラスターで救援し、鉄竜騎兵団のSSゾイド部隊を蹴散らした。
乗機：ガンブラスター
シシリー・ヴォルタ
ゾイド公式ファンブック3のエースパイロット名鑑に登場。ヘリック共和国陸軍少尉。ライオン型ゾイドのエキスパートである7人のレオマスターの一人でレオマスター唯一の女性。獅子の紋章はピンク。ウィナー・キッド率いる閃光師団第3大隊に所属。高速ゾイドパイロットとしての才能は抜群で特に格闘戦においては閃光師団一の実力を持つエース。
乗機：ライガーゼロ（ライガーゼロシュナイダー）
サヤカ・クーイン
ゾイド公式ファンブック3のエースパイロット名鑑に登場。共和国情報部出身の女性情報将校で階級は陸軍中尉。そのキャリアを買われて閃光師団第1強行偵察大隊に転属。共和国軍が暗黒大陸エントランス湾に上陸し、順調すぎる進撃に不安を覚えた師団司令部は敵軍の真意を探るため、シャドーフォックスで偵察を命令。そのうち、サヤカ操縦のシャドーフォックスが鉄竜騎兵団の基地を発見する。
ゾイドバトルカードゲームでは特殊戦術連隊（タクティカルマスターズ）のメンバーの一人。他のメンバーはマナ・ポーン（チェスのポーン 兵士がモデル）、ナイト・バイケルン（チェスのナイト 騎士がモデル）、ロビー・ショップ（チェスのビショップ 僧侶がモデル）、オーガ・バルーク（チェスのルーク 城主がモデル）、ビッグ・キング（チェスのキング 王がモデル）とサヤカ・クーイン（チェスのクイーン 女王がモデル）の6人とチェスの駒をモデルにされている。
乗機：シャドーフォックス
セレス・アルドワーズ
ゾイド公式ファンブック3の登場人物。ヘリック共和国陸軍中佐。冷静な部隊司令官でライオン型ゾイドのエキスパートである7人のレオマスターの一人でもある。レオマスターを象徴する獅子の紋章は紫。ライガーゼロパンツァーに乗り、閃光師団の第2大隊を率いて暗黒大陸で戦った。
乗機：ライガーゼロ（ライガーゼロパンツァー）
ゾート・ラスト
ゾイド公式ファンブック3のエースパイロット名鑑に登場。ヘリック共和国陸軍軍曹。士官学校の鬼教官だったが、共和国軍の暗黒大陸侵攻の際に前線復帰し、特殊工作師団第4戦闘工兵隊に所属する。頼れる下士官として上官から信頼されている。
乗機：スピノサパー
タクマ・イスルギ・サンダース
公式ファンブック3のエースパイロット名鑑に登場。ヘリック共和国陸軍軍曹で第1特殊工作師団第2高速戦闘大隊に所属。旧式だが信頼性の高いシールドライガーを愛機としている。ニクシー基地を襲撃したKFD（キラー フロム ザ ダーク）との戦いで負傷する。イスルギの名があるが、ケイ・イスルギなどイスルギ家との関係は不明。
乗機：シールドライガー
パフィ・フィスト
ゾイド公式ファンブック3のエースパイロット名鑑に登場。陸軍航空隊輸送師団第35輸送航空輸送隊所属の女性士官で階級は少佐。閃光師団の危機にサラマンダーカーゴ部隊を率いてエクス・プロイト、バティター・ロウエン搭乗のガンブラスターを戦場まで送り届けた。
乗機：サラマンダーカーゴ
ナイト・バイケルン
ゾイド公式ファンブック3のエースパイロット名鑑に登場。ヘリック共和国陸軍曹長で閃光師団第1大隊所属。アーサー・ボーグマン戦死後の次期レオマスターと噂されたパイロット。レイ同様、タイプゼロのライガーゼロを好む。ゾイドバトルカードゲームでは特殊戦術連隊（タクティカルマスターズ）のメンバーの一人。当時コロコロコミックに掲載されていたバトルストーリー解説では彼が新シリーズの主人公だと説明され、ヴォルフとの接点も描かれていたが、公式のバトルストーリーにおいて実際に活躍するエピソードが制作される事はなかった（また、同紙掲載時の階級は少尉であった）。
乗機：ライガーゼロ（タイプゼロ）
バディター・ロウエン
ゾイド公式ファンブック3、ゾイドオフィシャルファンブックEXvol.3に登場。ヘリック共和国陸軍伍長でエクス・プロイトと同じ機甲師団第38独立重砲隊に所属。閃光師団（レイフォース）を救ったガンブラスターのパイロットの一人。彼はこの時、バーサークフューラーに最初の直撃弾を命中させた。ウィナー・キッドの幼なじみで士官学校も同期で入学しバディダーは優秀な成績を修めたが、二等兵を体験したいと言う理由で卒業間近に自主退学して任官拒否し、共和国軍に入隊した。
ZAC2106年、対ダークスパイナー用の装備を完成させるため、クリスタルレーダーの出力を上げた増幅ブースターの試作を装備したゴルヘックスを用いてウィナーと共にライカン渓谷を通るネオゼネバス軍の補給部隊に奇襲をかけ、ウィナーの乗るライガーゼロパンツァーに砲撃の指示を下して誘導。そしてダークスパイナーのジャミングウェーブを相殺させるため、クリスタルレーダーの出力を最大まで上げたが、オーバーロードを起こしてしまう。その後ゴルヘックスは危機に陥ったウィナーをダークスパイナーから救うために割り込み自爆。もっとも、バディターは遠隔操作でゾイドを操縦していたので無事だった。なお、彼は「天才のデパートみたいなヤツだが子供並みの腕力しかなく自信家で一般常識が通じない」とウィナーに評されている。
乗機：ガンブラスター、ゴルヘックス
ビー・フュゼル
ゾイド公式ファンブック3のエースパイロット名鑑に登場。ヘリック共和国空軍少尉で第8制空戦闘隊に所属する女性飛行パイロット。ホエールキングによるニクシー基地空襲において初めて搭乗したレイノスで5機のザバットを撃墜。
乗機：レイノス
ミロリー・ルディット
ゾイド公式ファンブック3のエースパイロット名鑑に登場。ヘリック共和国海軍の女性士官で階級は大尉。海軍主力艦隊第1機動部隊に所属し、ウルトラザウルスの操舵手を務める。暗黒大陸上陸作戦において、魔の海トライアングルダラスの嵐の中、暴走寸前のウルトラザウルスの舵を握り、無事に安全なルートまで脱出させた。
乗機：ウルトラザウルス
スティブ・ボーン
ゾイドオフィシャルファンブックEXvol.1の登場人物。ヘリック共和国陸軍少尉。ヘリックシティを追われた共和国軍の秘密基地にて警戒兵として配属されていた。しかし遂にネオゼネバス帝国軍の「黒の竜騎兵団」の奇襲に遭い、敵のジャミングによりケーニッヒウルフを行動不能にされるも、自力で基地に辿り着く。基地上層部からジャミング対策が不完全だったゴジュラスギガの自爆を命じられるも、ゴジュラス・ジ・オーガの命懸けの奮戦によるダークスパイナーの全滅を見て出撃。そしてジーニアス・デルダロスのステルススティンガーと激戦の末に勝利、基地を守り抜いた。
乗機：ケーニッヒウルフ、ゴジュラスギガ
デュー・エルド
ゾイドオフィシャルファンブックEXvol.4の登場人物。ヘリック共和国陸軍大尉。第二次大陸間戦争、西方大陸戦争ではゴジュラスのパイロットとして活躍。だが、共和国首都防衛戦で愛機ゴジュラスを失い、自身も重傷を負って2年間野戦病院で過ごすことになった。復帰後、ゴジュラスギガへの乗り換えを希望したがゴジュラスギガとは相性が合わず、仕方なくアロザウラーに搭乗するが、自分は生粋のゴジュラス乗りであるという考えから、アロザウラーの操縦も思い通りにいかず苦労していた。
しかし、ゴジュラスギガの護送任務中に地中に潜んでいたグランチャーの奇襲によってゴジュラスギガが損傷、さらにはデスザウラーにも襲われるという緊急事態を前に奮戦し、操縦していたアロザウラーを失いつつもデスザウラーの動きを止め、ゴジュラスギガが再起する隙を作り見事危機を脱した。その後は考えを改め自ら志願してアロザウラー隊に入った。
乗機：ゴジュラス、アロザウラー

## ゼネバス帝国
ゼネバス皇帝（ゼネバス・ムーロア）
ゾイドバトルストーリー1巻から4巻、新ゾイドバトルストーリー、ゾイドコアボックス付属のZiヒストリーファイルに登場。風族族長ヘリック・ムーロアと地底族族長ガイロスの妹の間に生まれる。エリクソン大佐とは王宮で共に育った幼なじみであり、幼い頃は無断でゾイドを操縦し遠乗りに出て事故を起こした兄ヘリックを庇いだてするなど兄思いの弟だったが、長じて軍を任されたものの軍を率いて戦うことが出来ない苛立ちで変わっていった。
ZAC1978年、兄である大統領と共和国議会の認可を得ずに軍を動かそうとしたところを止められ、兄との間に決定的な溝が生まれてしまう。そして共和国の大陸統一記念日にクーデターを起こし中央大陸西部を制圧、反旗を翻す。共和国議会はゼネバスの国軍最高司令官の解任と国外追放を議決し、そしてゼネバスはガイロスの旧臣の進言を受け、自身を皇帝とするゼネバス帝国を建国し、皇帝を名乗る。ZAC1980年、国境線を巡って共和国と対立しレッドリバーで両軍が衝突、中央大陸戦争が勃発する。ZAC2039年、幾つもの戦いを経てゼネバス帝国首都が陥落。ゼネバスはトビー･ダンカン少尉と共に首都脱出に成功し、北のバレシア基地へ逃れ、さらに暗黒大陸ニクスへ亡命する。
ZAC2041年、ガイロス帝国の援助を受け中央大陸へ帰還、帝国領土を取り戻し捲土重来を果たした後のZAC2044年にデスザウラーを開発し、今度は逆に共和国首都ヘリックシティを陥落させるが共和国軍は首都陥落にも屈せず、各地に分散したため戦争は終わらなかった。ZAC2048年、マッドサンダーを完成させた共和国軍の反攻により形勢が逆転し、ZAC2051年に再び帝都が陥落。ゼネバスは残存兵力を率いてニカイドス島に逃れ、島内の要塞に篭城し、ガイロス帝国の救援を待ったものの、当のガイロス皇帝に裏切られ、娘のエレナ姫共々暗黒大陸へ連れ去られる。その後はなんの実権も与えられず、旧ゼネバス将兵をガイロスのために戦わせる人質でしかなかった。
好戦的な性格だが、一方で皇帝という肩書きとは別に気さくな人物としても知られており、帝国軍人の多くはその性格に心酔した。情に厚い一面もあり、ヘリックの暗殺を謀ったフランツ・ハルトマンの暴挙を彼の名誉を守る為に止めようとしたり、マイケル・ホバートの無茶な行動を心配していた。
兄ヘリックには激しいライバル心を持つも、同時に深い尊敬と憧憬の念を持つなど愛憎入り混じった複雑な想いを抱いており、ヘリックとローザの長男誕生に特使を派遣して祝福の言葉とムーロア家の家宝「絆の腕輪」（父から兄に贈られた物だが、兄を庇った時に兄から譲られる）を贈った行動は、両者の尋常ならざる関係を象徴していると言える。
ガイロス帝国に捕らわれた後はヘリックとの和解も考えていたようだが、ZAC2056年、惑星Zi大異変の最中にひっそりと息を引きとり、両者が和解する日は遂に来なかった。ZAC2057年の7月にはガイロス帝国の主催で国葬が行われたが、それもまたゼネバス人の忠誠心を維持するためのポーズに過ぎなかった。
乗機:デスクロス、デスザウラー
ゴードン
ゾイドバトルストーリーのゾイドクループロフィールに登場。階級は大尉。元々はヒストリー・オブ・ゾイドの登場人物でケンカ屋ゴードンの異名を持つ海族出身の勇猛なパイロット。シンカーを愛機とし、空戦中、瞬間的に機体を横転させるゴードンターンと呼ばれるマニューバーを編み出す。なお、ヘリック共和国海軍中尉アルファーとは幼なじみである。
乗機：シンカー
ザルツ
ゾイドバトルストーリーのゾイドクループロフィールに登場。階級は軍曹。砲戦の名手で帝国の魔弾の射手と有名だが、自分が砲撃されると弱いと、トビー軍曹のゾイドクループロフィールに書かれている。
乗機：アイアンコング
ハンス
ゾイドバトルストーリーのゾイドクループロフィールに登場。階級は中佐。トビー軍曹のゾイドクループロフィールによれば追跡にかけては右に出るものがいないと言われており、「撃破された同胞は多い」と書かれている。
乗機：サーベルタイガー
ブロンコ
ゾイドバトルストーリーのゾイドクループロフィールに登場。階級は一等兵。特殊任務につくことが多く保護帽と酸素マスクを身に着けている。
乗機：サイカーチス
ベッカー
ゾイドバトルストーリーのゾイドクループロフィールに登場。階級は少尉。奇襲攻撃を得意とし、冷酷な性格で戦いを楽しむ男と言われている。
乗機：イグアン
マクレガー
ゾイドバトルストーリーのゾイドクループロフィールに登場。階級は少尉。レッドホーンで数々の突撃戦を担当し名をあげたパイロットだが、ゴジュラスに取り囲まれた時はさすがに青くなったと言う。
乗機：レッドホーン
コマンド“エコー”
ゾイドバトルストーリー1巻の登場人物。ゼネバス帝国軍最強の天才スパイコマンドで階級は中佐（ゾイドバトルコミック参照）。“エコー”の名はコードネームであり、本名は誰も知らず、帝国軍の高官でさえ、彼の素顔を知る者は少ない。
ZAC2037年、ハンマーロックを用いてたった一人で当時完成したばかりのウルトラザウルスを強奪し、ヘリックシティに迫るが、トーマス中尉操縦のカノントータスの砲撃でコックピットを破壊され小型ビークルでウルトラザウルスから脱出。強奪は失敗に終わるが、敵首都に迫り共和国軍を手玉にとった事が胸をすくような冒険劇として帝国国民の喝采を浴びた。
その後、アイアンコングの改造機を製作し、寒冷地仕様のイエティコングと宇宙空間移動タイプのスペースコングを作り上げ、この二つの改造機を元にアイアンコングMk-IIを完成させる。そして赤く塗られたアイアンコングMk-IIを用いて中央大陸最北端、ザブリスキーポイントの大氷原にウルトラザウルスを誘き寄せ、あと一歩まで追いつめるが、救援に駆けつけたトーマス操縦のゾイドゴジュラスMk-IIと戦って敗北し、その素顔をさらさぬまま戦死する。
その最期を看取ったトーマスはゼネバス首都攻略で重傷を負った後に退役し、ゾイドバトルストーリーを執筆するが、「ゾイドバトルコミック」では、このエコーの勇戦と死をきっかけにバトルストーリーを描く決意をしたとされる。
乗機：ハンマーロック、アイアンコングMk-II（限定型）
ダニー･ダンカン
ゾイドバトルストーリー2巻の登場人物。ゼネバス帝国の将軍にしてバレシア基地司令官。トビー・ダンカン少尉の兄であり、サーベルタイガー部隊を率い「北海の虎」、「不敗の将軍」などの異名を持つ。風を避けて低空に舞い降りたサラマンダーをサーベルタイガーで叩き落とすなどパイロットとしても超一流。この活躍から「空飛ぶ虎」とも呼ばれる。
帝国首都攻防戦において、バレシア基地を離れなかったが、それはゼネバス皇帝の命による暗黒大陸への脱出基地確保のためであった。そして暗黒大陸へ向かうゼネバス皇帝を弟トビーに託し、共和国軍を迎え撃った末、ゼネバス皇帝をかばってエリクソン大佐操縦のウルトラザウルスの砲撃を至近距離で受けて戦死。その最期は敵であるエリクソンと弟のトビーの心に深く刻まれ、エリクソンは最も勇敢なる軍人と評し、トビーはエリクソンへの復讐を誓った。
『ゾイドバトルコミック』ではフロストの元上官という設定が付加されており、部下に対しても面倒見のいい性格だった旨が語られている。
乗機：サーベルタイガー
トビー･ダンカン
ゾイドバトルストーリー2巻の登場人物。階級は少尉。バレシア基地司令官ダニー・ダンカン将軍の弟で優秀な飛行パイロット。ゼネバス帝国首都陥落の際、皇帝の首都脱出を助け共に暗黒大陸へ逃れる。バレシア基地で皇帝をかばって戦死した兄の仇である「Eのマークがついたウルトラザウルス」を執拗に追い求めた。
ZAC2042年の国境の橋争奪戦ではサイカーチスに乗って参戦。フロスト中佐の命令を受けてバーナム川を警戒飛行中、密かに渡河しようとしたバリゲーターを発見し撃破する。
ZAC2043年、デスザウラーのテストパイロットに選ばれるが、当初はさすがの彼もデスザウラーの操縦に苦戦。そこで発想を転換し、デスザウラーを陸戦ゾイドでなく飛行ゾイドとして操縦し、見事デスザウラーを乗りこなし、他のテストメカと模擬実戦を行って圧勝し、開発関係者から帝国軍一のエースパイロットの称号であるトップハンターだと言わしめた（ゾイドバトルストーリー2「トップハンター」より）。
その後、創設された特殊部隊スケルトンの隊長に任命され、ZAC2044年、トビー率いるスケルトン部隊は共和国空軍基地を奇襲し、追撃に出たプテラスをデスザウラーで全滅させる。その後も単機で十数機のゴジュラス部隊を撃破するなど圧倒的な戦果を残し、遂に目指す兄の仇であるEのマークがついたウルトラザウルスと遭遇。激闘の末、コックピットをエリクソンもろとも握り潰し兄の仇をとったものの、兄の仇だと憎んでいた男が兄を褒め称える言葉を言い残したことに強い衝撃を受け、その亡骸を両腕で抱いたまま慟哭した。
乗機：シュトルヒ、シンカー、サイカーチス、デスザウラー
フロスト
ゾイドバトルストーリー2巻の登場人物。階級は中佐。イグアン空挺部隊を率いてアルメーヘンの橋を強襲。ゴドスの大軍を退ける。しかし主力部隊の到着が遅れ、フロスト中佐は善戦するも、敵増援のカノントータス部隊の砲撃を受け戦死。直後に本隊であるアイアンコングMk-II部隊が到着し、橋を制圧。目的は達成された。
ゾイドバトルコミックではダニー･ダンカンの元部下だったという設定が加わり、復讐心にとらわれたトビー・ダンカンと自身の部下を一喝し、任務に集中させる場面が描かれた。
乗機：イグアン（空挺仕様）
ロバット
ゾイドバトルストーリー2巻の登場人物。階級は中佐（後に大佐に昇進）中央大陸戦争の中で最も激しい戦いと言われる国境の橋争奪戦にてアイアンコングMk-II部隊を率いてフロスト中佐の援軍に駆けつける。フロスト率いるイグアン空挺部隊は既にカノントータスの部隊により全滅してしまったが、カノントータス部隊を蹴散らし、橋を奪取した。その後、特殊部隊スケルトンのメンバーに選ばれ、隊長のトビー・ダンカン少尉をサポートした。
ZAC2044年、トビーに率いられて共和国軍空軍基地を奇襲。散々に暴れて風のように撤退した。その後、ゴジュラスが駐留する基地を攻撃した際は弾薬庫に時限発火装置をセットして基地を爆破、その隙に退散するつもりであったが、既に自爆装置が作動し先を越されてしまったため、他の隊員に脱出を促し自身も脱出した。
乗機：アイアンコングMk-II（限定型）、ロードスキッパー
ガーランド
ゾイドバトルストーリー3巻の登場人物。階級は中佐。ZAC2045年のフロレシオ海海戦の際、当時、最新鋭機だったレドラーの飛行隊を率いてリンデマン提督率いるウルトラザウルス艦隊と交戦するが、ウルトラザウルスから発艦したプテラスとの空中戦にてこずり、燃料を消耗してしまう。
燃料切れで帰投できなくなるのを覚悟の上で進軍するも、発見した時にはウルトラザウルス艦隊は予想地点よりも遥かに離れており、帰到する燃料も底をついた為、攻撃を断念。部下に対艦ミサイルの投棄と海面への着水を命じた後、自身は残る燃料を全て使ってウルトラザウルスに突っ込み、攻撃を命中させる。しかしその命中弾は、勝敗が決した今、無意味に敵兵の命を奪う必要はないとする彼の信念による標的確認用の信号弾で、それを察したリンデマン提督は、投降した彼らを最高の勇者として称え、扱うよう命じている。
乗機：レドラー
フランツ・ハルトマン
ゾイドバトルストーリー3巻主人公の一人。ゼネバス帝国陸軍大尉。優秀なコマンドソルジャーでかつては特殊部隊スケルトンに所属し、ダンカン少尉の下で戦い、それ以前は帝国陸軍士官学校の教官を務めていた。長身で筋骨隆々の大男であり、巨大な手持ちミサイルランチャーを軽々と扱うので手持ちミサイルのフランツの異名を持つ。
教官時代の教え子二人（シュミット、ルドルフ）をヘリック大統領（の影武者）との戦闘で失って以来、教え子の仇討ちと戦争を終結させるために大統領を付け狙う。そして自ら提案した作戦がゼネバス皇帝に認められ、共和国軍兵士になりすまして共和国軍に潜入する。デスザウラー捕獲で共和国軍の信用を得て、本物の大統領の潜む小島に向かい、大統領の拉致に成功するが、あとを追った大統領親衛隊員ローザ・ラウリ大尉に阻まれ失敗する。その後も大統領の拉致を諦めなかったが、不幸にも戦局はフランツに味方せず、焦った彼は戦争の早期終結のために、自分の命と引き換えにしてでも、大統領を殺害しようと考える。
自らの過去も地位も名誉も全て捨てて、フランツは独断で改造デスザウラー「デスドッグ」をもって、単身共和国軍総司令部に殴り込みをかけ、大統領自らが駆る「ケンタウロス」と戦う。だが、大統領を乗機から脱出させたローザにまたも阻まれ、空中でもつれ合って相討ちに持ち込まれてしまう。フランツは墜落寸前に小型ビークルで空中から脱出したが、大統領殺害は失敗した。その後、氷河地帯を横断して撤退する帝国軍兵士達と共に撤退する中で、ローザの言葉を思い出し、敵であった彼女もまた、戦争に悲しみを抱いていた事を悟る。その後の消息は不明。
乗機：ロードスキッパー、デスドッグ
マイケル・ホバート
ゾイドバトルストーリー4巻の主人公。ゼネバス帝国軍の技術将校で階級は少佐。チェスター教授と双璧をなすゼネバス帝国の科学者ドン･ホバート博士の息子。父の血を受け継いだ優秀な科学者であるが、同時に軍人として自らゾイドに乗りこみ最前線に立って戦うので、技術将校と言うよりパイロットエンジニアに近い。ゼネバス皇帝も彼に厚い信頼を寄せていたが、同時に彼の前線での戦い方を危ぶみ、心配していた。
ZAC2047年、父の病死後、ゼネバス皇帝の命令で父の役職を継ぎ、新兵器研究所所長に就任する。デスバード、デスシャドー、デスファイターなどデスザウラーの改造バリエーションの製作や帝国軍ゾイドの量産体制の改善などに尽力。本心は父が造ったデスザウラーを超える強力な新型ゾイドを開発したいという願望を抱いていたものの、想いとは裏腹に実際に開発を許可されたのは超小型汎用歩兵ゾイド「ゴーレム」のみであった。
ZAC2048年8月、ゴーレムの力を示すためにウルトラザウルスに挑み、超小型である事を逆手にとって内部に侵入、爆薬を仕掛けウルトラを爆破し撃破に成功する。ZAC2048年12月、首都奪回を目指してマッドサンダーがヘリックシティに接近するなか、改造デスザウラーのデスファイターを用いて戦いを挑む。彼は一目見てマッドサンダーに敵わない事を悟るが、目の前の優れたゾイドと戦って、その全てを知りたいと言う欲求を抑えきれずに戦い、撃破されるものの生き残り、共和国軍の捕虜となる。
一方ゼネバスは前線からの敗報に、部下たちの手前、何とか動揺を抑えていたものの、マイケルが行方不明との報告の際のみは自失し、激しい動揺を見せてしまった。その後、マイケルはチェスター教授に出会い、父ドン・ホバート博士が開発を進め、チェスター教授に託された義手と義足の完成を託され、これを完成させる。ヘリック大統領はマイケルの努力と功績を認め、この人工四肢を共和国のみならずマイケルの祖国である帝国にも贈ることを許可した。
乗機：ゴーレム、デスファイター

## ガイロス帝国
ガイロス皇帝
新ゾイドバトルストーリーに登場。一代で暗黒大陸ニクスを統一し、ガイロス帝国の皇帝となった。非常に冷酷かつ残虐な性格と言われ、年齢・素顔は不明。一度決定したら決して考えを変えない鉄の意志を持つ。ZAC2097年に死去し、翌年にはルドルフが後継として新皇帝の座に就いた。
乗機：ギルザウラー
カール・リヒテン・シュバルツ
ゾイド公式ファンブック及びファンブック4に登場。ガイロス帝国陸軍少佐（のちに中佐に昇進）。ガイロス帝国国防軍最強の第1装甲師団に属し、開戦時は装甲師団の第1大隊の大隊長だったが、中佐昇進に伴い第1装甲師団第1連隊所属を経て第1装甲師団長に就任。プロイツェン一派とは敵対関係にあるガイロス帝国の名門軍閥であるシュバルツ家の当主。ガイロス帝国国防軍の至宝と謳われるほど優秀な若き指揮官であり、ゾイド装甲部隊を率いた電撃戦を得意とし、自ら最前線に立って戦う勇敢なパイロットでもあり、帝国と皇帝に忠義をつくす忠誠心厚き男である。
ZAC2099年に勃発した第二次大陸間戦争については懐疑的だったが、軍人としての節を曲げないゆえにその心情を押し殺し、戦いの指揮を執った。ZAC2101年9月、暗黒大陸での戦いの最中、彼は共和国軍の陣営を訪れ、共和国陸軍中佐ロブ・ハーマンと極秘の会談を行った。その時、帝国軍がシュバルツ暗殺を狙って襲撃。ハーマンは脱出を促すが、彼自ら愛機セイバータイガーで迎撃に出るものの、襲撃者ヨハン・ホルスト・シュタウフィン軍曹に撃破され、重傷を負う。
その後、戦争の終結とプロイツェン打倒のため、ヘリック共和国と手を組み、帝都ヴァルハラへ共和国軍と共に進軍し、皇帝官邸攻撃の指揮官となり、自身は皇帝ルドルフを救うため、アイアンコングを駆って官邸内の地下通路を逆行し格納庫へ辿り着き、プロイツェン操縦のブラッディデスザウラーの口腔内にビームガトリング砲を撃ちこむ。プロイツェンは瀕死の中、起爆スイッチを押して自爆。彼はルドルフをかばいながら格納庫下のシェルターに逃れ、二人とも助かった。
共和国、プロイツェンとの戦いが終わった後、ルドルフと共に中央大陸へ戻る共和国軍を見送るが、戦いの終結前にはプロイツェンの策謀と野心を知りながらも、両国の多くの人々を犠牲にされ、重傷を負わされながらもそれを止められなかった自身を責めていた。
乗機：アイアンコングSS、セイバータイガーSS
ステファン・スコルツェニー
ゾイド公式ファンブックの登場人物。階級は少尉。帝国軍によって占領されたオリンポス山の特別警戒部隊に所属し、セイバータイガーを駆る。ゼネバス系の出身で、それゆえに軍の内部では不遇な扱いを受けていた。オリンポス山に侵入したハルフォード中佐率いる共和国軍独立第2高速戦闘大隊を圧倒し、勝利を確信したが、ハルフォード中佐操縦のシールドライガーに敗れ戦死。
乗機：セイバータイガー
ルドルフ・ツェペリン
ゾイド公式ファンブック及びファンブック4に登場。ガイロス皇帝の死により唯一の肉親として10歳の幼さで帝位を継承、皇帝に即位するも摂政となったプロイツェン元帥の傀儡であった。ガイロスの血を受け継いでいるが、冷酷なガイロスと違い民衆を守ろうとする心正しい皇帝で、未成熟ながらパイロットとしても非凡な才を持っていた。
ZAC2101年、プロイツェン一派が帝国首都ヴァルハラで反乱を起こした時、ルドルフは囚われの身となり、皇帝官邸内の格納庫に連れて行かれそこでプロイツェンに正体と真意を知らされる。そしてガイロス帝国を滅ぼそうとするプロイツェンに対して、自国を守るために決闘を申し込み、皇帝専用機であるセイバータイガーゴールドに乗ってプロイツェンが自ら操る首都を爆破するために用意されたブラッディデスザウラーに戦いを挑む。ゾイド性能比に加え、パイロットと経験の差でデスザウラーの爪に捉えられたが、そこへシュバルツ操縦のアイアンコングSSが飛び込んでルドルフを救い、脱出したルドルフは爪や牙でパイプを引きちぎり、僅かとは言え犠牲を抑えガイロス・ヘリック連合軍は全滅を免れた。
ヘリック共和国との戦いが止んだ後はシュバルツと共に中央大陸へと帰る共和国艦隊を見送ったが、その胸中では「この戦乱を終わらせるためならプロイツェンの行為も許そう」と述懐していた。一方で、はじめて見るウルトラザウルスを見上げて驚嘆と歓喜の声を上げるなどの子供らしい面もある。
乗機：セイバータイガーゴールド
キルシェ・ハルトリーゲル
ゾイド公式ファンブック2のエースパイロット名鑑に登場。ガイロス帝国陸軍大尉。シュバルツ率いる第1装甲師団第1連隊の副官を務める女性士官。シュバルツ家とは交流の深いハルトリーゲル家の出身。
乗機：レブラプター
スーリス・クラレット
ゾイド公式ファンブック2のエースパイロット名鑑に登場。ガイロス帝国空軍曹長。戦略空軍第8航空師団所属の女性飛行パイロット。第二次全面会戦の際、嵐の中レドラーで決死の出撃を志願。彼女が所属する第8航空師団のレドラー決死隊の対地攻撃が共和国防衛線に突破口を開くことに成功した。
乗機：レドラー
ドクトルF
ゾイド公式ファンブック2の登場人物。ガイロス帝国帝国軍技術部総督。デススティンガーを「我々が追い求めた欠けたピースでは無くピースの欠けた完全体」と呼び、人間のコントロールできない悪魔とし、オーガノイドシステム計画の凍結をプロイツェン元帥に進言した。後日、彼の言った通り、デススティンガーは暴走し、敵味方の区別無く襲ったと言う。しかし、後になってインターフェイスを用いてデススティンガーを制御し、様々なバリエーションが生み出された。
バーガン・デイン
ゾイド公式ファンブック2のエースパイロット名鑑に登場。ガイロス帝国海軍准将。第二次全面会戦においてガイロス海軍第2艦隊を含む混成海兵部隊を指揮するが、荒れた海とヘリック海軍の新鋭ゾイド、ハンマーヘッドに上陸を阻まれた。
乗機：ブラキオス
バレット・ガッター
ゾイド公式ファンブック2のエースパイロット名鑑に登場。帝国技術部に所属するテストパイロットで階級は中尉。ライトニングサイクス・BSのテスト中、ケイ･イスルギ操縦のブレードライガーKSと遭遇し、交戦した。
乗機：ライトニングサイクス・BS
ハンナ・ハンナ
ゾイド公式ファンブック2のエースパイロット名鑑に登場。帝国摂政ギュンター･プロイツェンの私兵であるプロイツェンナイツに所属する女性士官。ノンキャリアだが、プロイツェン元帥の下で数々の功を挙げ異例の出世を遂げて陸軍少佐となった。第二次全面会戦の際、増援として西方大陸に派遣され、アイアンコングPKで共和国軍と交戦。ロブ基地突入を果たし無防備状態の基地内で散々に暴れるが、覚醒したゴジュラス・ジ・オーガに撃破される。その後は生死不明。
乗機：アイアンコングPK
ブリック・スパンツ
ゾイド公式ファンブック2の登場人物。ペール・ジョルドット同様、帝国技術部に所属するテストパイロットで階級は軍曹。西方大陸戦争当時、経済力、工業力共々ガイロス帝国を上回るヘリック共和国を打倒するため、新型ゾイドの開発が急務であった。しかし、意見は主力ゾイドの強化改造とオリンポス山に残された古代文明の超技術「オーガノイドシステム」を用いた新型機の開発と2つに分かれていた。そのため、リッツ・ルンシュテッド、ペール・ジョルドットと共に本国から召集されて模擬戦闘が行われ、ブリックは黒く塗られたセイバータイガーATに搭乗し、ペール操縦のレッドホーンGCと共にリッツ操縦のジェノザウラーと戦うが、圧倒的な戦闘力の前に撃破されて負傷する。なお、彼は勘を研ぐため実戦に出ることも多くその時はゲーターを用いて単身敵地へ侵入するのを好んでいる。
乗機：セイバータイガーAT
ペール・ジョルドット
ゾイド公式ファンブック2の登場人物。ブリック・スパンツ同様、帝国技術部に所属するテストパイロットで階級は少尉。リッツ、ブリック同様、最前線の西方大陸に召集され、模擬戦闘が行われ、ペールはレッドホーンGCに搭乗し、ブリック操縦のセイバータイガーATと共にリッツ操縦のジェノザウラーと戦うが、圧倒的な戦闘力の前に撃破されて負傷する。なお、本来の愛機はサイカーチスである。
乗機：レッドホーンGC
リッツ・ルンシュテッド
ゾイド公式ファンブック2の登場人物。階級は中尉。ゾイドを操縦することに魅せられ、国防軍に入隊。軍人ではあるが争うことや殺すことを嫌い、テストパイロットの道を選んだ。どんな状況においても常に沈着冷静であることからアイスマンの異名を持つ。
ZAC2100年初頭、オーガノイドシステムを搭載した新型ゾイド、ジェノザウラーのテストパイロットとして西方大陸エウロペへ派遣され、強化改造されたレッドホーンGCとセイバータイガーAT相手に制式採用をかけた模擬戦闘にて圧勝した。
ZAC2100年3月、帝国軍はより完全なオーガノイドシステムのデータを求めて南エウロペ大陸へ派兵。作戦の一環としてジェノザウラーとガリル遺跡へ派遣され、上陸地点のエルガイル海岸では共和国軍守備大隊をレブラプター部隊と共に一蹴。オーガノイドシステムの影響で殺戮マシーンとなりつつあったが、ガリル遺跡の奥深くで、リッツは共和国軍のアーサー・ボーグマン少佐の駆るブレードライガーと宿命の邂逅を果たす。アーサーに圧倒されながらもリッツは任務を優先。遺跡の天井を破壊してアーサーを振りきった。その後、帝国軍はブレードライガーに対抗するため、ジェノブレイカーを完成させる。共和国軍の大反攻の中、リッツとジェノブレイカーは共和国軍の足止めに派遣され、ヘスペリデス湖に架かる橋を破壊し、敗走する友軍を共和国軍から守った。
ZAC2100年9月、共和国軍がウルトラザウルスを中心とする「デストロイヤー兵団」を編成し、帝国軍西方大陸の本拠地であるニクシー基地へ進撃。帝国軍はリッツをはじめ、ウルトラザウルス攻撃の決死隊を編成。その途中、アーサーのブレードライガーと遭遇。決闘の最中に消息を絶っていたデススティンガーが出現、二機に襲いかかった。デススティンガーを惑星Zi全体の脅威と認識した二人は共闘。アーサーが犠牲となり辛くも勝利する。デススティンガーの巣を破壊し、アーサーの墓を作って弔った後、その犠牲と死闘の中でオーガノイドシステムの真の問題点を知ったリッツは、両軍の計画を止めると決意してジェノブレイカーとともに姿を消した。帝国軍の記録では「生死不明」となった。
乗機：ジェノザウラー、ジェノブレイカー
アイガー・レオネード
ゾイド公式ファンブック3のエースパイロット名鑑に登場。鉄竜騎兵団（アイゼンドラグーン）所属で階級は陸軍少佐。あらゆる高速ゾイドを乗りこなす鉄竜騎兵団のエース。小型で軽快なディロフォースを好む。ゾイドバトルカードゲームでは電撃軌道部隊（ブリッツァ・オービット）のメンバーの一人で他のメンバーはアクア・エリウス、アンナ・ターレス、キリー・ブラック、キャプリ・コンラッド、コンチョ・キャンサ、マリエス・バレンシアの6人でキリー・ブラックとマリエス・バレンシアを除けばゼネバス系もしくはネオゼネバス帝国と関わりがある。CGでの乗機はセイバータイガーである。
乗機：ディロフォース
アイン・ツェルカンプゥ
ゾイド公式ファンブック3のエースパイロット名鑑に登場。ガイロス帝国陸軍少佐で第1特殊工作師団第1戦闘大隊所属。生粋のニクス人であり、帝国軍のエリート将校。幻のように出現しては消え去る鉄竜騎兵団の行方を追っている。
乗機：ライトニングサイクス
アンナ・ターレス
ゾイド公式ファンブック3の登場人物。ガイロス帝国陸軍の女性士官で第13特殊工作師団第2特務隊に所属。公式ファンブック3のエースパイロット名鑑では階級は大尉となっているが、同巻のエピソード中に登場する遺書では少尉とされている。ヴォルフ・ムーロアの幼なじみでヴォルフの事を呼び捨てで呼んでいた女性であり、お互いに好意を持ち合っていたようである。人間がコントロール出来るように調整され、完成したデススティンガーKFD（キラー フロム ザ ダーク）に搭乗し、共和国に占領されたニクシー基地を襲撃したが、KFDの性能が暴走時のものに及ばなかった故に基地防衛のライガーゼロ部隊に掴まり、レイ・グレッグの操縦するライガーゼロに敗れ、機密保持の為にKFDと共に自爆。ヴォルフの心に深い傷を残した。なお、ゾイドバトルカードゲームでは電撃軌道部隊（ブリッツァ・オービット）のメンバーの一人。
乗機：KFD（キラー フロム ザ ダーク）
イドゥン・エント
ゾイド公式ファンブック3のエースパイロット名鑑に登場。ガイロス帝国陸軍曹長でガイロス帝国国防軍の主力を担う第2装甲師団第1突撃大隊に所属する女性下士官。進撃してくる共和国軍主力と対峙した。
乗機：モルガ
ウルティ・メイラム
ゾイド公式ファンブックのエースパイロット名鑑に登場。ガイロス帝国海軍中尉で第1打撃戦隊に所属する女性士官。海洋ゾイドとの相性が良く砲撃の腕も一流。アンダー海海戦に従軍しており、戦隊で一番の命中率を誇った。
乗機：ブラキオス
オルディ・ディン
ゾイド公式ファンブック3のエースパイロット名鑑に登場。ガイロス帝国海軍少尉で海軍第4特殊潜航隊に所属する女性士官。シンカーのパイロットとしてアンダー海海戦に従軍。ウルトラザウルスの飛行甲板に直撃弾を命中させた。
乗機：シンカー
クーリム・リン
ゾイド公式ファンブック3のエースパイロット名鑑に登場。ガイロス帝国陸軍少佐で第1装甲師団第1突撃大隊所属の女性士官。第1装甲師団長シュバルツ中佐の命を受けガイロス帝都ヴァルハラ守備の任務につき、プロイツェン元帥の動向を探っている。
乗機：ダークホーン
コンチョ・キャンサ
ゾイド公式ファンブック3のエースパイロット名鑑に登場。ガイロス帝国陸軍少尉で第21特殊工作師団第1奇襲攻撃大隊所属。とぼけた人柄で部隊の人気者だが、実は鉄竜騎兵団の工作員。帝国軍主力部隊の中で破壊活動を目論んでいる。ゾイドバトルカードゲームでは電撃軌道部隊（ブリッツァ・オービット）のメンバーの一人。
乗機：ヘルディガンナー
ズィーガー・シャン
ゾイド公式ファンブック3のエースパイロット名鑑に登場。ガイロス帝国陸軍軍曹で第21特殊工作師団第1奇襲攻撃大隊所属。同じ部隊所属のコンチョの相棒で彼の立案した計画を機械のように正確に実行する破壊活動のプロ。
乗機：ヘルディガンナー
ズィグナー・フォイアー
ゾイド公式ファンブック3の登場人物。ガイロス帝国陸軍大尉。後にネオゼネバス皇帝となるヴォルフ・ムーロアを「殿下」と呼び、影のように付き従い絶対的な忠誠を誓っている腹心である。暗黒大陸戦争時、閃光師団のレイ・グレックと交戦中のヴォルフを逃がすため、デスザウラー復活のために作られた実験機ブラッディデーモンに乗り込みレイと閃光師団（レイフォース）と戦い、逃げたヴォルフを追おうとするレイを阻む。しかし、ホバーカーゴに引き返して急ごしらえの装備を整えたレイのライガーゼロとの激闘の末、荷電粒子砲を放ってオーバーロードを起こしたブラッディデーモンを撃破されるも、直後に引き返してきたヴォルフに救出されて鉄竜騎兵団本隊と合流し、中央大陸デルポイを目指した。
乗機：ブラッディデーモン
ヒンター・ハルトマン
ゾイド公式ファンブック3のエースパイロット名鑑に登場。ガイロス帝国陸軍大尉。装甲師団独立突撃隊所属。ニクシー基地攻防戦でエレファンダー決死隊の指揮をとり、共和国軍の大軍相手に奮戦。20機以上の敵ゾイドを撃破したものの多勢に無勢で戦死。
乗機：エレファンダー
フェア・ディーンスト
ゾイド公式ファンブック3のエースパイロット名鑑に登場。鉄竜騎兵団（アイゼンドラグーン）所属の女性士官で階級は陸軍中尉。ブラッディデーモンのテストパイロットだったが、ブラッディデーモンをズィグナーに譲り心ならずとも基地から脱出し生還する。
乗機：ブラッディデーモン
リュウジ･アカイ
ゾイド公式ファンブック3のエースパイロット名鑑に登場。ガイロス帝国陸軍上等兵。装甲師団独立第11突撃大隊所属だったが、ニクシー基地攻防戦の際、帝国軍の基地脱出の時間を稼ぐため、殿軍となったヒンター・ハルトマン大尉率いるエレファンダー決死隊やゼネバス系将兵と共にニクシー基地決死隊に選ばれたが、最後のホエールキングに救われて脱出に成功した。
乗機：ブラックライモス
レッツァー・アボロス
ゾイド公式ファンブック3のエースパイロット名鑑に登場。ガイロス帝国特殊工作師団第4傭兵大隊所属。西方大陸戦争終結後、ヘリック・ガイロス両軍に所属したエウロペ大陸出身者の傭兵はアーバインのように共和国軍に従って暗黒大陸の戦いに従軍、もしくは故郷に戻ったりしたが、撤退する帝国軍について行き暗黒大陸までやってきた変わり者。ライガー系ゾイドと戦うのが生き甲斐と感じている。
乗機：セイバータイガー
レディ・コーラル
ゾイド公式ファンブック3のエースパイロット名鑑に登場。ガイロス帝国陸軍中尉で第1装甲師団第1突撃大隊所属の女性士官。クーリム・リン少佐の副官だが、実はゼネバス系の将校。クーリムの動向を逆に監視する使命を持つ。
乗機：レッドホーン
レニー・キュール・シュヴェスター
ゾイド公式ファンブック3のエースパイロット名鑑に登場。ガイロス帝国陸軍少佐で装甲師団独立第28強襲戦闘大隊所属の女性士官。閃光師団の進路上にある帝国軍拠点を守っていたが、鉄竜騎兵団の奇襲を受けて負傷。部隊も鉄竜騎兵団によって壊滅してしまった。
乗機：アイアンコング
ヨハン・ホルスト・シュタウフィン
ゾイド公式ファンブック4の登場人物。ガイロス帝国陸軍軍曹。ステファン・スコルツェニー少尉同様、元はゼネバス帝国の家系出身で、それゆえ軍では不遇の扱いを受けていたため、ゼネバス復古を目指す鉄竜騎兵団の尖兵となり暗躍した。共和国と同盟を結ぼうとするカール・リヒテン・シュバルツ中佐を暗殺すべく、ライガーゼロイクスを駆り、会談が行われる共和国基地を襲撃する。シュバルツのセイバータイガーSS（シュバルツスペシャル）と、ロブ・ハーマンのケーニッヒウルフと激突し、一応はシュバルツに重傷を負わせる事に成功するも、途中、基地の中にて共和国最終兵器マッドサンダーを発見。功名心に駆られ破壊せんとしたが、一瞬の隙を突かれてライガーゼロイクスを撃破され志半ばで戦死した。
乗機：ヘルキャット、ライガーゼロ（ライガーゼロイクス）

## ネオゼネバス帝国
ヴォルフ・ムーロア
ゾイドファンブック3、4及びゾイドファンブックEXvol.8に登場。登場当初はガイロス帝国軍の大佐であったが、実はギュンター・プロイツェンの息子でゼネバス皇帝の孫にあたり、ゆくゆくはその後継者として育成されてきた。後に父の遺志を継いでネオゼネバス帝国2代皇帝となり、鉄竜騎兵団（アイゼンドラグーン）を率いて中央大陸デルポイに帰還。旧ゼネバス帝国領であったデルポイ大陸西部の民衆の助力を得てネオゼネバス帝国を正式に立ち上げ、遂にデルポイ大陸全域の制圧を果たす。だが、その後はヘリック共和国軍残党、ガイロス帝国、さらには東方大陸（ZOITEC）の同盟を敵に回し全土戦争を繰り広げることになった。
父親を彷彿とさせる酷薄な美貌と幼なじみを死地に送り出す果断さの持ち主だが、その心根は正反対で指導者に不向きと言われるまでに優しい性格であり、一人の味方のために自分の命を賭けたり、時には敵軍の兵をも救おうとするなど無駄な犠牲は決して好まない。伝統的な仮想敵であるガイロス帝国との対決姿勢を明確にした施政方針はデルポイ民衆からそれなりの支持を得たが、無人キメラブロックスを中核とした軍編成など急進的な政策はZOITECとの決裂とヘリック共和国の復権を招いてしまった。レオマスターに迫る才覚を持つゾイド乗りでもあり、レイ・グレックとは因縁の死闘を繰り広げるが、指導者と掛け持ちゆえの経験不足は終始拭えず、レイとの最終決戦では当初こそレイを圧倒したものの、レイの操るライガーゼロの変化を目の当たりにして生じた僅かな焦りを突かれてついに敗北した。
乗機：バーサークフューラー、エナジーライガー
ギュンター・プロイツェン（・ムーロア）
ゾイド公式ファンブック及びファンブック3、4に登場。ガイロス帝国の名門であるプロイツェン家に生まれるが、真の父はゼネバスであり、プロイツェンもその事実を知っていた。ガイロス帝国軍元帥であり、ガイロス皇帝の死後、新帝ルドルフの後見として摂政に任じられる。惑星Zi大異変後の帝国を再建した功労者で帝国民衆からの支持は絶大であり、その実績を利用して政敵を次々と粛清。帝国議会を掌握し、権力者となった。
そして第一次大陸間戦争の決着をつけるため、ヘリック共和国に対し宣戦布告。だが、その真の目的はヘリック、ガイロス双方とも共倒れさせ、ゼネバス帝国を復活させることであった。ゼネバス帝国の復活を息子ヴォルフに託し、帝国首都ヴァルハラにてヘリック・ガイロス連合軍共々道連れに自爆して果てた。
エレナと言う名の異母姉がいたが、その姉がヘリック共和国大統領ルイーズ・エレナ・キャムフォードとは気づかぬままだった。最期の時には走馬灯の中で目的を達成した満足感に息子ヴォルフへの期待と不安、ヴォルフとは違う可能性を持ったルドルフの姿に、その若い芽を摘んだかもしれない後悔、という複雑に交差した想いを抱いていた。
乗機：ブラッディデスザウラー
ジーニアス・デルダロス
ゾイドオフィシャルファンブックEXvol.1の登場人物。ネオゼネバス帝国陸軍少佐。同帝国軍最強のゾイド乗りと噂され、自身の駆るステルススティンガーの他、ダークスパイナー、サックスティンガーを擁する「黒の竜騎兵団」を率いて共和国の残党狩りを行っていた。奇襲した共和国軍秘密基地での戦いにおいてゴジュラス・ジ・オーガを撃破するも、直後に参戦したゴジュラスギガの性能を見誤って乗機を撃破されて撤退に追い込まれ、さらなる強敵の登場に喜びを感じながら戦場を後にした。
乗機：ステルススティンガー
キャプリ・コンラッド
ゾイドオフィシャルファンブックEXvol.2の登場人物。ネオゼネバス帝国陸軍曹長。ディメトロドンに乗り、共和国残党の捜索に当たっていたが、途中でライガーゼロの奇襲を受けて部隊を壊滅され撤退していた。逃げられない事も勝ち目が無い事も悟りながらも、敵の戦法を真似て待ち伏せての奇襲攻撃を敢行。その後、チャフと超強電磁波を利用した電子レンジの原理からなる奇策を使い、相討ちという形でライガーゼロを撃破した。乗っていたディメトロドンは帝国軍に回収されてそのまま再運用された。ゾイドバトルカードゲームでは電撃軌道部隊（ブリッツァ・オービット）のメンバーの一人。
乗機：ディメトロドン
アクア・エリウス
ゾイドオフィシャルファンブックEXvol.5の登場人物。ネオゼネバス帝国空軍大尉。キメラブロックスのディアントラーとチェンジマイズされた改造シュトルヒに搭乗し、フライシザースの指揮を担う。ゾイド乗りとしてのプライドが高い生粋のZi人であり、無人で動かされるキメラブロックスに関してはやや否定的に考えている。フライシザースの実戦運用の際、不利な状況の中で果敢に戦う共和国軍のレイノスに対し、嬉々として勝負を挑んだがその後の勝敗は不明。ゾイドバトルカードゲームでは電撃軌道部隊（ブリッツァ・オービット）のメンバーの一人。
乗機：シュトルヒ（改造シュトルヒ）
サファイア・トリップ
ゾイドオフィシャルファンブックEXvol.5の登場人物。ネオゼネバス帝国空軍中尉で、地球人の移民4世。アクア・エリウス大尉を補佐する女性士官でフライシザースの指揮のため同じく改造シュトルヒに搭乗する。効率重視の性格であり、キメラブロックスの運用にも特に疑問を抱いてはいなかったが、アクアと敵レイノスとの戦いに魅せられてしまう。ゾイドバトルカードゲームでは夢幻竜騎士隊（チーム・ドリームドラゴン）のメンバーの一人で他のメンバーはカリュエ・シルバ、フェアリーナ・アーイ、ライン・ホークの3人。
乗機：シュトルヒ（改造シュトルヒ）

## 中立
アーバイン
ゾイド公式ファンブック2、ゾイドファンブックEXvol.1の登場人物。エウロペ出身の傭兵でヘリック共和国に味方し共和国第24傭兵大隊に配属される。西方大陸戦争第二次全面会戦において他の傭兵と共に最前線で活躍。基地内に侵入したアイアンコングPKに気付いてコマンドウルフで立ち向かうが、機体性能の差から歯が立たず撃破されるが、その時、自動操縦装置すら切られているゴジュラス・ジ・オーガが覚醒し、PKコングを撃破。その後、撃破されたコマンドウルフのコックピットから這い出したアーバインに向かってコックピットを開き、そのまま乗り込み進撃を始めた。以後はそのままオーガのパイロットになり、デストロイヤー兵団が編成された際、ウルトラザウルスの護衛機として配属され、デストロイヤー兵団解散後も暗黒大陸の戦いに従軍し暗黒大陸で戦った。
ZAC2105年秋、共和国首都ヘリックシティ陥落から3年、ジーニアス・デルダロス少佐率いる共和国軍残党狩り部隊「黒の竜騎兵団」と戦い集中砲火を受けて被弾しつつも敵ゾイドを次々と撃破し、奮戦するがジーニアスのステルススティンガーに腹部のゾイド核を貫かれる。だが、最後のダークスパイナーの首をねじ切って仁王立ちした。その後は生死不明。
乗機：コマンドウルフ、ゴジュラス・ジ・オーガ
ムンベイ
ゾイド公式ファンブック2の登場人物。エウロペ出身のフリーの女運び屋。ZAC2100年5月、兵站部隊の不足からガイロス帝国軍に雇われ輸送任務に従事するが、共和国空軍の爆撃に遭い、被害を受けつつも任務を完了させている。なお、この頃、帝国軍の輸送任務は「死の行軍」と呼ばれるほど危険な任務になっており、帝国軍は慢性的な物資不足に悩まされていた。
乗機：グスタフ